# Grace Brown
Grace Brown (Camperdown, 7 luglio 1992) è un'ex ciclista su strada australiana.

## Carriera
Attiva in formazioni UCI dal 2018, nel 2021 ha vinto la Classic Brugge-De Panne, mentre nel 2022 ha vinto una tappa del Women's Tour e il titolo a cronometro ai Giochi del Commonwealth; in carriera si è inoltre piazzata due volte seconda alla Liegi-Bastogne-Liegi (2020, 2022) e una volta terza al Giro delle Fiandre (2021). Nel 2024 ha vinto la Liegi-Bastogne-Liegi femminile e l'oro nella cronometro ai Giochi olimpici di Parigi 2024 precedendo la britannica Anna Henderson. A settembre, ai Mondiali di Zurigo, ha ottenuto la medaglia d'oro nella prova a conometro.

## Palmarès

### Strada
- 2018 (Holden Team Gusto Racing, una vittoria)

Campionati oceaniani, Prova a cronometro Elite
- 2019 (Mitchelton-Scott, due vittorie)

Campionati australiani, Prova a cronometro Elite
3ª tappa Tour Down Under (Nairne > Stirling)
- 2020 (Mitchelton-Scott, una vittoria)

Freccia del Brabante
- 2021 (Team BikeExchange, due vittorie)

Classic Brugge-De Panne
1ª tappa Vuelta a Burgos (Villadiego > Sargentes de la Lora)
- 2022 (FDJ Nouvelle-Aquitaine Futuroscope, cinque vittorie)

Campionati australiani, Prova a cronometro Elite
4ª tappa Women's Tour (Wrexham > Welshpool)
Giochi del Commonwealth, Prova a cronometro
La Périgord Ladies
3ª tappa La Vuelta Femenina (Camargo > Aguilar de Campoo)
- 2023 (FDJ Suez Futuroscope, sette vittorie)

Campionati australiani, Prova a cronometro Elite
3ª tappa Tour Down Under (Adelaide > Campbelltown)
Classifica generale Tour Down Under
Grand Prix du Morbihan
3ª tappa Bretagne Ladies Tour (Plouay > Plouay, cronometro)
Classifica generale Bretagne Ladies Tour
4ª tappa Tour of Scandinavia (Herning > Herning, cronometro)
- 2024 (FDJ Suez, otto vittorie)

Campionati australiani, Prova a cronometro Elite
Liegi-Bastogne-Liegi
1ª tappa Bretagne Ladies Tour (Grand-Champ > Grand-Champ, cronometro)
3ª tappa Bretagne Ladies Tour (Hénon > Plouaret)
Classifica generale Bretagne Ladies Tour
Giochi olimpici, Prova a cronometro
Campionati del mondo, Prova a cronometro
Crono delle Nazioni

#### Altri successi
- 2023 (FDJ Suez Futuroscope)

Classifica a punti Tour Down Under
- 2024 (FDJ Suez)

Campionati del mondo, Staffetta

## Piazzamenti

### Grandi Giri
- Giro d'Italia

2019: 93ª
2020: 55ª
2021: non partita (9ª tappa)
2024: 34ª
- Tour de France

2022: 20ª
2023: 31ª
2024: 27ª
- Vuelta a España

2024: 17ª

### Competizioni mondiali
- Campionati del mondo

Innsbruck 2018 - In linea Elite: 48ª
Imola 2020 - Cronometro Elite: 5ª
Imola 2020 - In linea Elite: 91ª
Wollongong 2022 - Cronometro Elite: 2ª
Wollongong 2022 - In linea Elite: 35ª
Glasgow 2023 - Cronometro Elite: 2ª
Glasgow 2023 - In linea Elite: 24ª
Zurigo 2024 - Cronometro Elite: vincitrice
Zurigo 2024 - Staffetta: vincitrice
Zurigo 2024 - In linea Elite: 30ª
- World Tour

2017: 138ª
2018: 190ª
2019: 126ª
2020: 23ª
2021: 10ª
- Giochi olimpici

Tokyo 2020 - In linea: 47ª
Tokyo 2020 - Cronometro: 4ª
Parigi 2024 - Cronometro: vincitrice
Parigi 2024 - In linea: 23ª